# Emil Frommel
Emil Wilhelm Frommel,  född den 5 januari 1828 i Karlsruhe, död den 9 november 1896 i Plön, var en tysk luthersk präst och skriftställare, son till Karl Ludwig Frommel, bror till Max Frommel. 
Han studerade i Halle, Erlangen och Heidelberg. Efter prästtjänst i Karlsruhe och Barmen blev han 1869 garnisonspastor i Berlin och under fransk-tyska kriget fältpräst samt 1872 hovpredikant. "Framstående och flitigt anlitad öfver hela Tyskland såsom talare, öfvade F. sitt största inflytande genom ett vidsträckt skriftställarskap", skriver Theofil Bring i Nordisk Familjebok. "Särskildt såsom folkskriftsförfattare står han bland de främste; hjärterenhet och mannamod, barnslig glädje och djupt allvar para sig i hans skildringar." Frommel avled 1896 och begravdes på Alter Garnisonfriedhof i Berlin.
Utom predikningar över Lukas evangelium samt över de tio buden och Herrens bön finns av honom en hel rad berättelsesamlingar under titlarna Aus der Chronik eines geistlichen Herrn (1867, 5:e upplagan 1901; "Ur en prästmans krönika" I-III. 1897), Nach des Tages Last und Hitze. Wanderungen durch Werkstatt, Schlachtfeld und Pfarrhaus (1877. 4:e upplagan 1900; "Efter dagens möda. En vandring genom verkstad, slagfält och prästgård. Berättelser". 3 delar, 1897), Festflammen (1890, 9:e upplagan 1896: "Våra högtider. Tankar och bilder", 1895) och Aus Lenz und Herbst. Erinnerungen (1893, 4:e upplagan 1897; "Från vår och höst. En själasörjares minnen", 1895; 2:a upplagan 1897).